# غلوريا داون (ممثلة)
غلوريا داون (بالإنجليزية: Gloria Dawn)‏ هي ممثلة أسترالية، ولدت في 1929، وتوفيت في 1978.

## وصلات خارجية
- غلوريا داون (ممثلة) على موقع IMDb (الإنجليزية)
- غلوريا داون (ممثلة) على موقع ألو سيني (الفرنسية)
- غلوريا داون (ممثلة) على موقع أول موفي (الإنجليزية)
- غلوريا داون (ممثلة) على موقع قاعدة بيانات الفيلم (الإنجليزية)
- غلوريا داون (ممثلة) على موقع كينوبويسك (الروسية)